# Fey (Svizzera)
Fey (toponimo francese) è un comune svizzero di 697 abitanti del Canton Vaud, nel distretto del Gros-de-Vaud.

## Monumenti e luoghi d'interesse

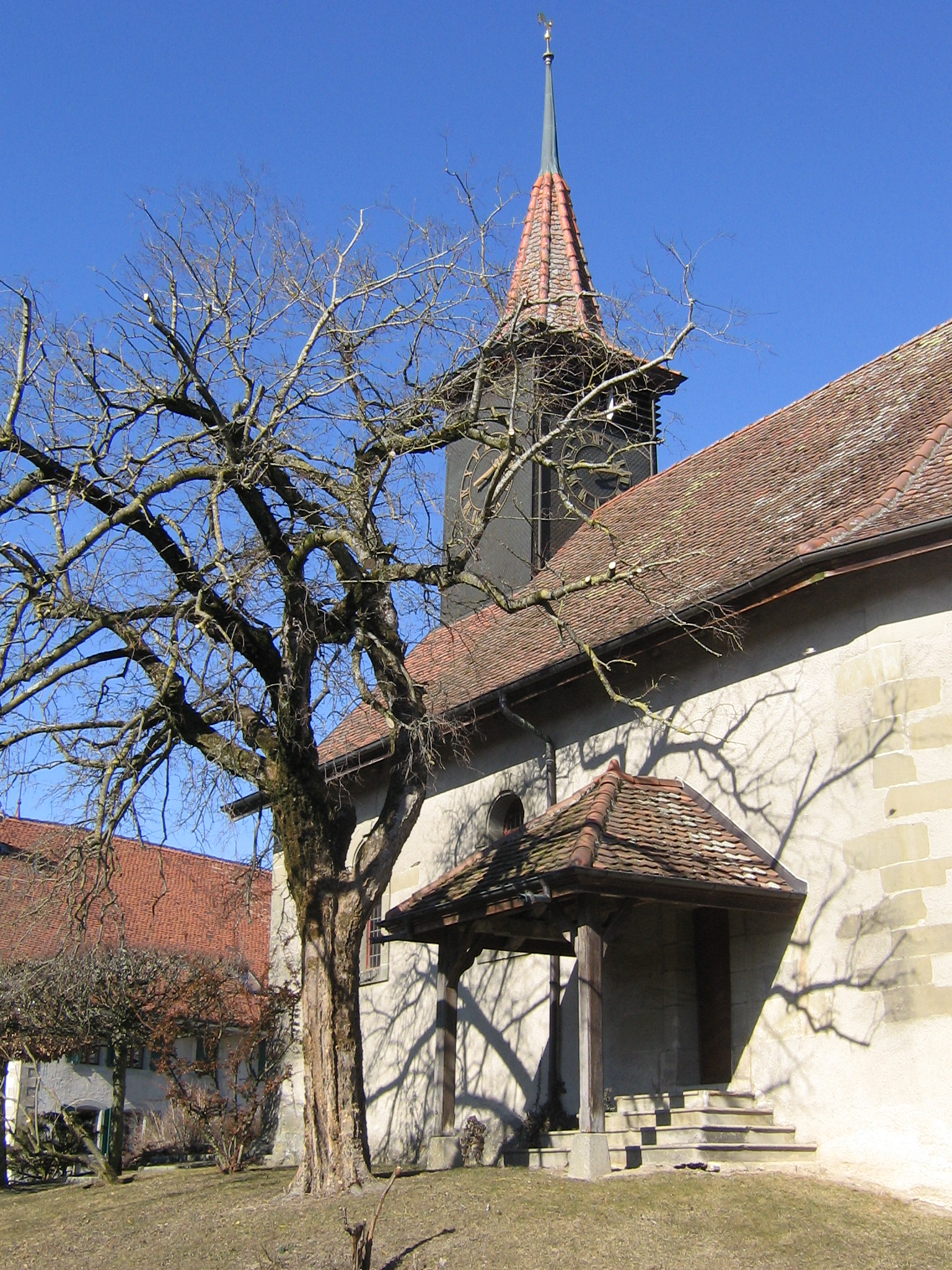
La chiesa di Santo Stefano

- Chiesa di Santo Stefano, attestata dal 1166 e ricostruita nel 1702[2].

## Società

### Evoluzione demografica
L'evoluzione demografica è riportata nella seguente tabella:
Abitanti censiti

## Infrastrutture e trasporti

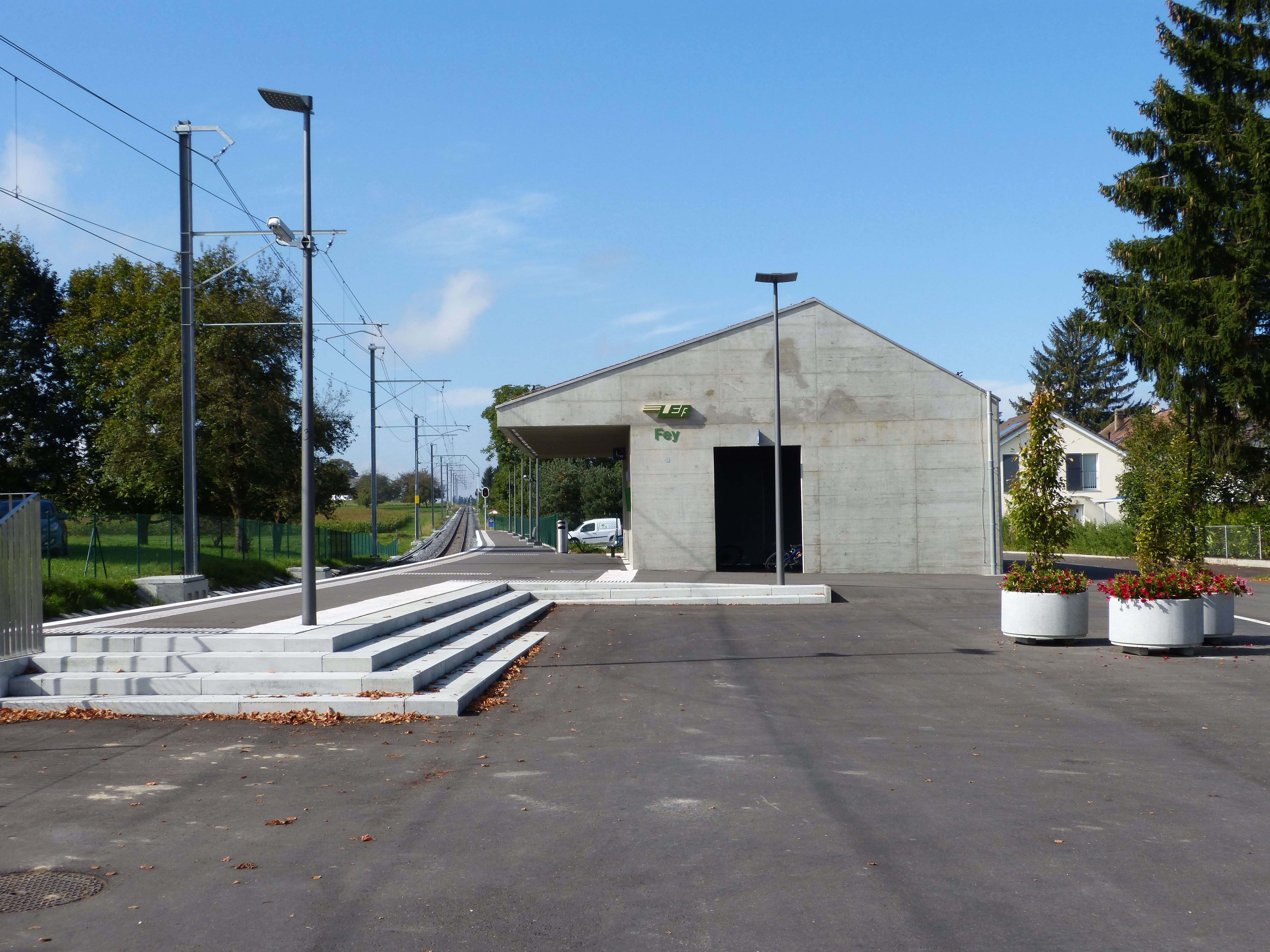
La stazione di Fey

Fey è servito dall'omonima stazione, sulla ferrovia Losanna-Echallens-Bercher.

## Amministrazione
Ogni famiglia originaria del luogo fa parte del cosiddetto comune patriziale e ha la responsabilità della manutenzione di ogni bene ricadente all'interno dei confini del comune.

### Gemellaggi
- Bârnova[senza fonte]